# Le Week-end des assassins
Pour plus de détails, voir Fiche technique et Distribution.
Le Week-end des assassins (Concerto per pistola solista) est un giallo italien réalisé par Michele Lupo et sorti en 1970,,,.

## Synopsis
Une famille se rend dans un château rural anglais pour assister à la lecture d'un testament les concernant. Une fois rendus sur place, ils se font assassiner l'un après l'autre. Un détective de Scotland Yard, assisté du sergent local, mènent l'enquête.

## Fiche technique
- Titre français : Le Week-end des assassins ou Concerto pour un tueur[5]
- Titre original italien : Concerto per pistola solista[6]
- Réalisation : Michele Lupo
- Scénario : Sergio Donati, Massimo Felisatti, Fabio Pittorru (it)
- Photographie : Guglielmo Mancori
- Montage : Vincenzo Tomassi (it)
- Musique : Francesco De Masi
- Décors : Ugo Sterpini
- Costumes : Walter Patriarca (it)
- Production : Antonio Mazza, Franco Committeri, Federico Ippolito, Edmondo Amati, Maurizio Amati
- Société de production : Juppiter Generale Cinematografica, Fida Cinematografica
- Pays de production :  Italie
- Langue de tournage : italien
- Format : Couleur par Technicolor - 2,35:1 - Son mono - 35 mm
- Durée : 98 minutes (1 h 38)
- Genre : Giallo
- Dates de sortie :
  - Italie : 15 octobre 1970
  - France : 8 février 1973

## Distribution
- Anna Moffo : Barbara Worth
- Gastone Moschin : Sergent Aloisius Thorpe
- Ida Galli : Isabelle
- Lance Percival : Inspecteur Grey
- Peter Baldwin : Anthony Carter
- Christopher Chittell : Georgie Kemple
- Quinto Parmeggiani : Lawrence Carter
- Giacomo Rossi Stuart : Ted Collins
- Beryl Cunningham : Pauline Collins
- Marisa Fabbri : Gladys Kemple
- Orchidea De Santis : La femme de chambre
- Robert Hundar : Le serviteur
- Franco Borelli : L'invité
- Ballard Berkeley : Le majordome Peter
- Richard Caldicot : L'avocat Caldicot
- Harry Hutchinson : Le jardinier Harry

## Production
Le film est tourné au château de Somerleyton dans le Suffolk anglais. Quelques scènes sont également tournées à la gare de Somerleyton.